# Smolenice
Smolenice är en by och en kommun i distriktet Trnava i regionen Trnava i västra Slovakien.

## Geografi
Kommunen ligger på en altitud av 224 meter och täcker en area på 28,97 km². Den har ungefär 3 228 invånare (2024).